# 越後上越天地人博
越後上越天地人博（えちごじょうえつてんちじんはく）は、2009年に放映の大河ドラマ「天地人」にあわせ、2009年1月17日から12月20日まで新潟県上越市の直江津屋台会館にて行われた上越市主幹の博覧会。

## 主な内容
お土産コーナー、屋台収蔵庫を除くエリアは、有料展示。
- 大河ドラマ紹介エリア
- スタンバイスペースエリア - 控え室やメイクルームを再現。
- 春日山城本丸御殿の大河ドラマ撮影セット - セットにて記念撮影ができる。
- 上越「天地人」シアター
- 私の「義」コーナー - 上杉謙信、上杉景勝と受け継がれた義の心。見学者が思う義の心を短冊に書くコーナー。
- 春日山城のジオラマ
- お土産コーナー
- 天地人博の隣の建物内には、上越まつりの屋台が数多く収蔵されて無料で展示されている。

## その他
- 2009年1月25日、大河ドラマ出演俳優妻夫木聡、北村一輝が見学に訪れた。
- 2009年10月6日、目標としていた来場者数30万人を突破した。
- 2009年12月18日、来場者数40万人を突破した。これは上越市の人口の約2倍にあたる。